# Çataloba, Baklan
Çataloba là một xã thuộc huyện Baklan, tỉnh Denizli, Thổ Nhĩ Kỳ. Dân số thời điểm năm 2010 là 310 người.